# Fortuna liga 2022/2023
Fortuna liga 2022/2023 byla jubilejním 30. ročníkem nejvyšší slovenské fotbalové soutěže, pojmenovaná podle sponzora – sázkové kanceláře Fortuna. Soutěže se zúčastnilo 12 týmů, titul obhajoval Slovan Bratislava. Do tohoto ročníku z nižší soutěže postoupil její vítěz – mužstvo FK Železiarne Podbrezová. Administrativně z ní také postoupily celky na druhém a třetím místě tabulky, tedy MFK Dukla Banská Bystrica a MFK Skalica, jelikož mužstva ŠKF Orion Tip Sereď a FK Senica nedostaly licence pro první ligu. Na jaře 2023 sestoupilo mužstvo Liptovského Mikuláše.

## Stadiony a lokace
| FC DAC 1904 Dunajská Streda  | MFK Dukla Banská Bystrica | FK Železiarne Podbrezová       | MFK Ružomberok               |
| ---------------------------- | ------------------------- | ------------------------------ | ---------------------------- |
| MOL Aréna                    | Štadión SNP               | ZELPO Aréna                    | Štadión pod Čebraťom         |
| Kapacita: 12 700             | Kapacita: 7 900           | Kapacita: 4 061                | Kapacita: 4 817              |
|                              |                           |                                |                              |
| MFK Skalica                  | ŠK Slovan Bratislava      | FC Spartak Trnava              | MFK Tatran Liptovský Mikuláš |
| Štadión MFK Skalica          | Tehelné pole              | Štadión Antona Malatinského    | NTC Poprad                   |
| Kapacita: 1 500              | Kapacita: 22 500          | Kapacita: 19 200               | Kapacita: 5 700              |
|                              |                           |                                |                              |
| AS Trenčín                   | MFK Zemplín Michalovce    | FC ViOn Zlaté Moravce – Vráble | MŠK Žilina                   |
| Štadión na Sihoti            | Mestský futbalový štadión | Štadión FC ViOn                | Štadión pod Dubňom           |
| Kapacita: 10 000 (plánovaná) | Kapacita: 4 440           | Kapacita: 4 006                | Kapacita: 11 253             |
|                              |                           |                                |                              |

## Základní část

### Tabulka
| Poř. | Tým                            | Z  | V  | R  | P  | VG | OG | B  |
| ---- | ------------------------------ | -- | -- | -- | -- | -- | -- | -- |
| 1.   | FC DAC 1904 Dunajská Streda    | 22 | 14 | 6  | 2  | 39 | 17 | 48 |
| 2.   | ŠK Slovan Bratislava           | 22 | 14 | 5  | 3  | 47 | 23 | 47 |
| 3.   | FC Spartak Trnava              | 22 | 12 | 4  | 6  | 39 | 26 | 40 |
| 4.   | FK Železiarne Podbrezová       | 22 | 9  | 8  | 5  | 32 | 24 | 35 |
| 5.   | MŠK Žilina                     | 22 | 9  | 4  | 9  | 34 | 33 | 31 |
| 6.   | MFK Dukla Banská Bystrica      | 22 | 9  | 4  | 9  | 34 | 37 | 31 |
| 7.   | MFK Ružomberok                 | 22 | 7  | 9  | 6  | 24 | 22 | 30 |
| 8.   | MFK Zemplín Michalovce         | 22 | 6  | 5  | 11 | 22 | 34 | 23 |
| 9.   | FC ViOn Zlaté Moravce – Vráble | 22 | 4  | 11 | 7  | 28 | 35 | 23 |
| 10.  | AS Trenčín                     | 22 | 5  | 7  | 10 | 20 | 33 | 22 |
| 11.  | MFK Skalica                    | 22 | 4  | 7  | 11 | 19 | 31 | 19 |
| 12.  | MFK Tatran Liptovský Mikuláš   | 22 | 1  | 6  | 15 | 17 | 40 | 9  |

Poznámky:
- Z = Odehrané zápasy; V = Vítězství; R = Remízy; P = Prohry; VG = Vstřelené góly; OG = Obdržené góly; B = Body

Legenda:
|  | Postup do nadstavbové skupiny o titul  |
|  | Sestup do nadstavbové skupiny o sestup |

## Nadstavbové skupiny

### Skupina o titul

#### Tabulka
| Poř. | Tým                         | Z  | V  | R | P  | VG | OG | B  |
| ---- | --------------------------- | -- | -- | - | -- | -- | -- | -- |
| 1.   | ŠK Slovan Bratislava        | 32 | 21 | 6 | 5  | 65 | 32 | 69 |
| 2.   | FC DAC 1904 Dunajská Streda | 32 | 20 | 7 | 5  | 54 | 29 | 67 |
| 3.   | FC Spartak Trnava           | 32 | 15 | 7 | 10 | 55 | 38 | 52 |
| 4.   | FK Železiarne Podbrezová    | 32 | 13 | 8 | 11 | 44 | 44 | 47 |
| 5.   | MFK Dukla Banská Bystrica   | 32 | 13 | 5 | 14 | 50 | 56 | 44 |
| 6.   | MŠK Žilina                  | 32 | 11 | 6 | 15 | 49 | 53 | 39 |

Poznámky:
- Z = Odehrané zápasy; V = Vítězství; R = Remízy; P = Prohry; VG = Vstřelené góly; OG = Obdržené góly; B = Body

Legenda:
|  | Postup do 1. předkola Ligy mistrů UEFA 2023/24                            |
|  | Postup do 2. předkola Evropské konferenční ligy ligy UEFA 2023/24         |
|  | Postup do 1. předkola Evropské konferenční ligy ligy UEFA 2023/24         |
|  | Baráž o postup do 1. předkola Evropské konferenční ligy ligy UEFA 2023/24 |

### Skupina o udržení

#### Tabulka
| Poř. | Tým                            | Z  | V  | R  | P  | VG | OG | B  |
| ---- | ------------------------------ | -- | -- | -- | -- | -- | -- | -- |
| 7.   | MFK Ružomberok                 | 32 | 12 | 11 | 9  | 43 | 31 | 47 |
| 8.   | MFK Skalica                    | 32 | 10 | 10 | 12 | 38 | 38 | 40 |
| 9.   | MFK Zemplín Michalovce         | 32 | 9  | 9  | 14 | 39 | 50 | 36 |
| 10.  | AS Trenčín                     | 32 | 9  | 9  | 14 | 35 | 52 | 36 |
| 11.  | FC ViOn Zlaté Moravce – Vráble | 32 | 6  | 13 | 13 | 35 | 49 | 31 |
| 12.  | MFK Tatran Liptovský Mikuláš   | 32 | 3  | 9  | 20 | 24 | 59 | 18 |

Poznámky:
- Z = Odehrané zápasy; V = Vítězství; R = Remízy; P = Prohry; VG = Vstřelené góly; OG = Obdržené góly; B = Body

Legenda:
|  | Baráž o postup do 1. předkola Evropské konferenční ligy ligy UEFA 2023/24 |
|  | Baráž o udržení s 2. týmem 2. ligy                                        |
|  | Sestup do 2. ligy                                                         |

## Baráže

### Baráž o Evropskou konferenční ligu

#### Semifinále
| 23. května 2023 17:30    |        |                                                                              |                                                                     |
| FK Železiarne Podbrezová | 0 : 3  | MFK Ružomberok                                                               | Štadión ŽP ŠPORT, Podbrezová diváci: 1 130 rozhodčí: Peter Kráľovič |
| Bakaľa 45+2'             | Report | 3' Matej Madleňák 43' Štefan Gerec 45+3' (pen.), 57' Martin Chrien 61' Tomko | Štadión ŽP ŠPORT, Podbrezová diváci: 1 130 rozhodčí: Peter Kráľovič |

| 23. května 2023 17:30                              |        |                                                                      |                                                                    |
| MFK Dukla Banská Bystrica                          | 1 : 3  | MŠK Žilina                                                           | Štadión SNP, Banská Bystrica diváci: 1 511 rozhodčí: Michal Smolák |
| Balić 33' David Depetris 71' Slávik 76' Rusnák 88' | Report | 36' Matúš Rusnák 36' Stojchevski 89' Adam Kompas 90+4' Roland Galčík | Štadión SNP, Banská Bystrica diváci: 1 511 rozhodčí: Michal Smolák |

#### Finále
| 26. května 2023 17:30                                          |        |                    |                                                                  |
| MŠK Žilina                                                     | 3 : 1  | MFK Ružomberok     | Štadión pod Dubňom, Žilina diváci: 2 072 rozhodčí: Michal Smolák |
| Roland Galčík 39' Adrián Kaprálik 62' Dávid Ďuriš 70' Gidi 87' | Report | 53' Matej Madleňák | Štadión pod Dubňom, Žilina diváci: 2 072 rozhodčí: Michal Smolák |

### Baráž o udržení
| 23. května 2023 15:30                |        |                                |                                                                      |
| FC Tatran Prešov                     | 1 : 0  | FC ViOn Zlaté Moravce – Vráble | Štadión Ličartovce, Ličartovce diváci: 1 388 rozhodčí: Ivan Kružliak |
| Martin Baran 33' Andrić 39' Nagy 64' | Report | 24' Suľa 39' Lukáč 88' Bednár  | Štadión Ličartovce, Ličartovce diváci: 1 388 rozhodčí: Ivan Kružliak |

| 26. května 2023 17:30                                                     |        |                                      |                                                                      |
| FC ViOn Zlaté Moravce – Vráble                                            | 3 : 0  | FC Tatran Prešov                     | Štadión FC ViOn, Zlaté Moravce diváci: 3 120 rozhodčí: Ivan Kružliak |
| Karol Mondek 25', 91' Šuvalija 68' Kenneth Ikugar 69' Lukáč 90' Múdry 95' | Report | Horváth 20' Petko 35' Šimko 89', 96' | Štadión FC ViOn, Zlaté Moravce diváci: 3 120 rozhodčí: Ivan Kružliak |

Zlaté Moravce zvítězily celkově 3:1.